# Ignasi Sala i Garrigó
Ignacio Sala i Garrigó (Barcelona, 1685-1754) va ser un militar català també anomenat Ignacio de Sala o Ignacio Sala. Va néixer a Barcelona, i rebé el baptisme a la parròquia de Santa Maria del Pi el 5 d'agost de 1685. El seu pare fou el reconegut escultor Andreu Sala i la seva mare fou la Francesca Garrigó, filla de una coneguda família de Cardona, casats el 29 de octubre de 1684.

## Carrera militar
Va iniciar la seva carrera militar durant la guerra de Successió, i va prendre part, com a enginyer voluntari, a les campanyes de Catalunya, i passà a formar part del Reial Cos d'Enginyers, sota la tutela de Jorge Próspero de Verboom.
L'any 1709 va ser promogut a sotstinent d'infanteria; i va ser present a les batalles de Saragossa (1710), Brihuega i Villaviciosa.
Quan Felip V va aprovar, el 1711, el Pla General d'Enginyers, va formar part del primer escalafó del Cos, amb la categoria d'enginyer segon, i amb destí a l'exèrcit d'Aragó.
El 1712 va estar destinat a Catalunya, amb residència en Tortosa, i passà també a les places de Lleida i Barcelona. En 1717 els seus superiors l'enviaren a Andalusia, on s'ocupà de les obres de l'arsenal de la Carraca i pont de Zuazo.
El 5 de maig de 1718 fou ascendit a enginyer en camp, amb grau de tinent coronel, i a finals del mateix any passà novament a l'exèrcit d'Aragó, servint a Saragossa, Pamplona i Fuenterrabía, essent ascendit a coronel per la seva actuació en la defensa d'aquesta important plaça fronterera l'any 1719.
Va realitzar importants treballs a Pamplona, que van merèixer informes laudatoris de l'enginyer general Verboom, al qual va sol·licitar, el 1722, passar a Amèrica, però es va desestimar la seva petició per estar casat i afillat.
Ignasi Sala va tornar a treballar a Andalusia (1723), per dirigir l'apertura del canal del riu Guadalete, en el Puerto de Santa María. Dirigí noves obres a l'arsenal de la Carraca. El 1726 fou ascendit a enginyer director i brigadier d'Infanteria i, després de prendre part en el setge de Gibraltar (1727), va tornar a Sevilla per a iniciar les obres que havia projectat de la Fábrica de Tabacos, que va dirigir entre 1728-1731.
Investit del càrrec de director de les fortificacions d'Andalusia, passà en 1732 a dirigir les obres de la plaça de Cadis i de l'arsenal de la Carraca. El gener de 1740 fou ascendit a mariscal de Camp dels Exèrcits, i va treballar en la millora de les fortificacions d'Andalusia, Extremadura i places del nord d'África (Badajoz, Cartagena, Ayamonte, Algesires, Ceuta...).
El 1748 va ser destinat, en qualitat de governador i comandant general, a Cartagena de Indias, on va viatjar el 1749, en la fragata La Margarita, en companyia del seu seguici de servidors i ajudants.
Nomenat Governador general en 1750, va dirigir nombroses obres i aixecar diversos plànols en la costa colombiana. Dit nomenament potser venia a compensar s'hagués distingit a Juan Martín Cermeño com a comandant general d'enginyers, a costa d'Ignasi Sala, més antic que Cermeño.
Entre 1753-1754 va estar treballant en obres de fortificació a Portobelo (Panamà). Retornà a Espanya, ja com a director general del cos d'enginyers, morint aquell mateix any.

## Família
El 24 d'abril de 1721 va casar-se, a Santa Eulàlia de l'Hospitalet, amb Agnès Graells i Par, de Barcelona, batejada a la parròquia de Sant Just i Pastor el 7 de febrer de 1692. Filla de Fèlix Graells, doctor en drets (obrer de la ciutat el 1689), i Agnès Par, casats el 1664. Els pares de la núvia vivien al carrer de la Palma, prop de Sant Just i Pastor. Agnès Graells va morir el 9 de febrer de 1735, i va ser enterrada a l'església de la Companyia de Jesús.
Ignasi i la seva esposa Agnès tingueren almenys tres fills:
- Josep Ignasi Sala Graells, va néixer a Puerto Real, el 7 de juny de 1723. Va ingressar a la Companya de Jesús l'any 1739. L'any 1762 estava al col·legi de Cordelles; va publicar:

- Perenne Gratitudinis Monumentum in heroica virtutis obsequium dicatum Illustrissimo Domino D. Iacobo de Cordellas, Barcin., Ex. Typ. Mariae Mart, viduae administrata per Maurum Marti bibliopolam, 1735, 4º, 4 h.
- Sacram ectasim in quam arreptus Joannes novam ex pathmo insula vidit civitatem é coelo descendentem, in Immaculati conceptus commendationem per allegoricum carmen proprio elucubratum labore illustrabat D.D. Josephvs Ignativs Sala et Graells ... die 21 maij anno 1736, hora 3 post meridiem.Barcin. : ex Typ. Mariae Martí ..., administrata per Maurum Marti ..., [1736] en 4º, 4 h.
- Maria Francesca Sala Graells, professà com a carmelita descalça a Màlaga, morint amb tretze anys.

- Fèlix Sala Graells, va néixer a Puerto Real, on va ser batejat el 12 de juliol de 1726. Va publicar una mena d'exercici de retòrica quan estudiava probablement a Cordelles, A María Alcázar de Dios Humano que nunca flaqueó en el fundamento de su primer Ser. Día 23 de Mayo de 1736. Barcelona, en la Imprenta de María Martí, viuda. En quart, 4 fulls

Ingressà en el Cos General de la Real Armada, va ser alferes de fragata i més tard tinent de navili. Va pertànyer a la Guàrdia d'Infanteria de del virrei de Nova Granada. Casat amb Inés de Hoyos, natural de Cartagena de Indias, el 25 de març de 1772. El fill d'aquest matrimoni va seguir la carrera militar com el pare i l'avi: Fèlix Maria Sala y Hoyos, va néixer a Cartagena de Indias l'any 1772. L'any 1796 va rebre la declaració de diversos testimonis a Madrid per a la seva designació com a marqués de Rozalejo (1801), entre els quals dos catalans, nets del geògraf Josep Aparici, Pedro Aparici Álvarez de Miranda, director y comptador del departament de América meridional, del seu cosí Lluís Aparici.

## Obra
- Publicà una traducció del Tratado de la defensa de las plazas de Vauvan, la primera edició de la qual s'havia publicat a la Haia el 1737.
- Realitzà diversos informes, que restaren manuscrits: Apuntes sobre la línea de Gibraltar, i Informe sobre el muelle de Málaga
- Tradueix i augmenta l'obra Tratado de la seguridad y conservación de los estados por el medio de las fortalezas, que va escriure M. de Maigret, Cavaller de la Reial Ordre i Militar de Sant Luis, Enginyer en Cap dels Exèrcits del Rei Christianísimo. Traduït i anotat als quatre primers capítols, cuidada i dividida en quinze la matèria dels cinc restants; i augmentada aquesta obra amb tretze capítols més, sobre la formació de projectes, custòdia dels seus plànols, qualitats que han de tenir els Governadors i Estats majors, regles per calcular la Guarnició, queviures, Municions. Magatzems i voltes a prova de bomba que necessita una plaça de guerra. (P. Maigret, Traité de la Sureté et la Conservations des Estats par le Moyen de les Forteresses, París, Chez Esprit Bililot, 1725)
- Ideas para un mejor modo de puentes estables en los fosos de las plazas de la guerra
- Proyecto de puente de tierra y de cuarteles y pabellones en Cádiz
- Ideas sobre los diferentes géneros de caminos cubiertos y estacadas
- Ideas sobre lo que debe observarse en la formación de proyectos sobre fortificación
- Parecer sobre la disposición que deben tener las Academias que se establecieron para la enseñanza de los ingenieros